# Dolok Nauli (Babul Rahmah)
Dolok Nauli is een bestuurslaag in het regentschap Aceh Tenggara van de provincie Atjeh, Indonesië. Dolok Nauli telt 199 inwoners (volkstelling 2010).